# Pagine
La casa editrice Pagine Srl è fondata a Roma nel 1992 da Letizia Lucarini. Si occupa principalmente della pubblicazione di riviste e libri di carattere politico e di attualità (tra cui Il Borghese dal 2007 e Candido dal 2014), riviste specializzate di letteratura, di storia, di poesia contemporanea, testi universitari e scolastici.
Si è qualificata come grande editore pubblicando oltre 50 titoli l'anno dal 2009 al 2016.

## Storia
Ad inaugurare la casa editrice è la pubblicazione del testo, “La critica italiana moderna e contemporanea”, del poeta e critico letterario italiano Carlo Muscetta. Questa pubblicazione darà l’avvio alla nascita di Opere in volumi sulla storia dei grandi temi del mondo culturale (dalla letteratura antica e moderna, al cinema e alla psicologia).
Dal 1998, con la collaborazione chiave di Niccolò Carosi, la casa editrice potenzia il settore dedicato alla poesia contemporanea, con un ciclo di eventi, attività nelle scuole e nei centri anziani. Inoltre a tutto ciò si lega una trasmissione televisiva di poesia e una rivista. Nel 1999 nasce la Rivista internazionale “Poeti e Poesia”, diretta da Elio Pecora: promuove la poesia come efficace veicolo di cultura e comunicazione.
Nell'ottobre 2007 riprende la pubblicazione de Il Borghese, diretto da Claudio Tedeschi, cadenza mensile e tra i collaboratori Gennaro Malgieri, Gaetano Rebecchini, Sforza Ruspoli, Salvatore Sfrecola, Franco Iappelli, Antonio Pappalardo. Nel giugno 2014 è la volta del Candido diretto dal vignettista Alessio Di Mauro.

## Iniziative
Dal 2013 la casa editrice sostiene il progetto dalla finalità sociale "Poesie a Rebibbia", presso il carcere femminile di Rebibbia. La prima edizione del corso di poesia è stato tenuto da docenti interni ed esterni quali Elio Pecora e i giornalisti Fabio Torriero e Giuseppe Sanzotta..
Nella seconda edizione del "Laboratorio di Poesia" hanno collaborato il poeta Plinio Perilli, la poetessa Nina Maroccolo e la professoressa Antonella Cristofaro, insegnante presso il carcere. "Vedrò dalle sbarre la notte stellata" è la raccolta dei componimenti scritti dalle stesse detenute e nata a seguito di tale iniziativa.
Nel 2016 è uscito il primo numero di “Costellazioni”. Il progetto è diretto dal Professor Giuseppe Massara che intende trattare in ciascun numero monografico, temi di rilevanza internazionale e attualità per la ricerca scientifica nell'ambito degli studi umanistici.